# Eleições presidenciais na Guiné-Bissau em 2012
As eleições presidenciais na Guiné-Bissau de 2012 foram realizadas em 18 de março após a morte do presidente em funções Malam Bacai Sanhá a 9 de janeiro de 2012. 
Os resultados da primeira volta tiveram Carlos Gomes Júnior, candidato do PAIGC, e Kumba Yalá, candidato do PRS, como os dois candidatos mais votados. Carlos Gomes obteve quase 49% dos votos, enquanto Yalá conseguia 23%. Com estes resultados, estes dois candidatos iriam a uma segunda volta a ser realizada a 29 de abril. 
No entanto, a segunda volta nunca iria ser realizada, fruto de um Golpe de Estado levado a cabo duas semanas antes da realização das eleições. Apesar da campanha eleitoral ter sido pacífica, havia receios que uma fação das Forças Armadas da Guiné-Bissau não aceitasse os resultados. 
Tais receios foram confirmados com o golpe de estado realizado a 12 de abril, com o Comando Militar golpista a tomar o poder e a anular os resultados eleitorais da primeira volta. Os militares guineenses iriam ficar à frente dos destinos do país até 2014, quando novas eleições foram realizadas e o poder voltou ao controlo civil. 

## Resultados Oficiais
| Candidato               | Candidato               | Partido                        | 1.ª Volta | 1.ª Volta       | 2.ª Volta | 2.ª Volta |
| Candidato               | Candidato               | Partido                        | Votos     | %               | Votos     | +/-       |
| ----------------------- | ----------------------- | ------------------------------ | --------- | --------------- | --------- | --------- |
|                         | Carlos Gomes Júnior     | PAIGC                          | 154 797   | 48,97 / 100,00  | Anulada   | Anulada   |
|                         | Kumba Yalá              | Partido de Renovação Social    | 73 842    | 23,36 / 100,00  | Anulada   | Anulada   |
|                         | Manuel Serifo Nhamadjo  | Independente                   | 49 767    | 15,74 / 100,00  | Anulada   | Anulada   |
|                         | Henrique Pereira Rosa   | Independente                   | 17 070    | 5,40 / 100,00   | Anulada   | Anulada   |
|                         | Baciro Djá              | Independente                   | 10 298    | 3,26 / 100,00   | Anulada   | Anulada   |
|                         | Vicente Fernandes       | Aliança Democrática            | 4 396     | 1,39 / 100,00   | Anulada   | Anulada   |
|                         | Aregado Mantenque Té    | Partido dos Trabalhadores      | 3 300     | 1,04 / 100,00   | Anulada   | Anulada   |
|                         | Serifo Baldé            | Partido Socialista Democrático | 1 463     | 0,46 / 100,00   | Anulada   | Anulada   |
|                         | Luís Nancassa           | Independente                   | 1 174     | 0,37 / 100,00   | Anulada   | Anulada   |
| Votos Inválidos         | Votos Inválidos         | Votos Inválidos                | 10 292    | 3,15 / 100,00   | Anulada   | Anulada   |
| Total                   | Total                   | Total                          | 326 399   | 100,00 / 100,00 | Anulada   | Anulada   |
| Eleitorado/Participação | Eleitorado/Participação | Eleitorado/Participação        | 593 765   | 54,97 / 100,00  | Anulada   | Anulada   |
| Fonte                   | Fonte                   | Fonte                          | [ 7 ]     | [ 7 ]           | [ 7 ]     | [ 7 ]     |